# Катемалью
Катема́лью — остров на северо-востоке Охотского моря в южной части залива Шелихова в Магаданской области. Наименьший из Ямских островов.

## Топоним
В Топонимическом словаре Северо-Востока СССР — Хатемалью. Языковая принадлежность названия не установлена.

## География
Представляет собой пять отдельностоящих конусообразных кекуров. Расположен примерно в 3 километрах восточнее полуострова Пьягина и залива Удача. В 3,2 километрах восточнее находится ещё один остров из Ямских — Баран. Высадка на остров практически невозможна.
Наибольшая высота — 59 метров. Глубины прилегающей акватории — 50—63 метра.
На острове гнездится около 1500 пар глупышей, 2000 пар моевок, 20 000 пар толстоклювых и тонкоклювых кайр. Входит в состав Ямского участка Магаданского заповедника.